# Rosamond Lehmann
Pour les articles homonymes, voir Lehmann.
Rosamond Lehmann, née le 3 février 1901 à Bourne End, dans le comté du Buckinghamshire, et morte le 12 mars 1990 dans le borough royal de Kensington et Chelsea, à Londres, est une romancière, nouvelliste, dramaturge et traductrice britannique, proche du Bloomsbury Group.

## Jeunesse
Elle est la deuxième fille de Rudolph Lehmann et de sa femme Alice Davis, originaire de la Nouvelle-Angleterre. Son père, Rudolph Chambers Lehmann, est député libéral et rédacteur en chef du Daily News. L'éditeur John Lehmann (1907-1989) est son frère, sa sœur est l'actrice Beatrix Lehmann.
En 1919, elle se rend à Girton College, de l'Université de Cambridge, pour étudier la littérature anglaise, ce qui n'était guère habituel pour une femme à cette époque. L'hostilité des hommes envers les femmes intellectuelles, qu'elle a rencontrée alors, est racontée de façon romancée dans Poussière (Dusty Answer, 1927). Au cours des années 1920, elle fréquente de façon sporadique le Bloomsbury Group. En décembre 1923, elle épouse Leslie Runciman (par la suite 2e vicomte Runciman de Doxford) (1900-1989). C'est un mariage malheureux, et les époux se séparent en 1927 pour divorcer un peu plus tard la même année. Cette expérience est également décrite dans Poussière (Dusty Answer, 1927) et dans Une note de musique (A Note in Music, 1930). Ce dernier livre est controversé à sa parution, car il montre une femme qui ne craint pas certaines fréquentations et flirte avec les deux sexes. Sa suite, Intempéries (The Weather in the Street, 1936), a fait l'objet d'un téléfilm de même titre en 1983.
En 1928, elle épouse Wogan Philipps, un artiste. Les époux ont deux enfants : un fils, Hugo (1929-1999), et une fille, Sarah ou Sally (1934-1958). En dépit de cela, le mariage se détériore rapidement à la fin des années 1930 quand son mari, communiste, la quitte pour participer à la guerre civile espagnole.
Pendant la Deuxième Guerre mondiale, Rosamond Lehmann collabore à New Writing, une revue éditée par son frère. Elle a une liaison amoureuse avec l'écrivain Goronwy Rees, puis une autre, fort retentissante et qui dure neuf ans (1941-1950), avec un homme marié, le poète Cecil Day-Lewis, père de l'acteur Daniel Day-Lewis, qui finalement la quitte pour prendre une seconde épouse, Jill Balcon, et faire l'expérience de la mescaline.

## Carrière ultérieure
Son roman Le Jour enseveli (The Echoing Grove, 1953) est adapté au cinéma en 2002 avec le film Heart of Me, mettant en vedette Helena Bonham Carter dans le rôle du personnage principal, Dinah. Son roman La Ballade et la Source (The Ballad and the Source, 1945) décrit un mariage malheureux du point de vue d'un enfant, c'est pourquoi il a été comparé à Ce que savait Maisie (What Maisie Knew, 1897) de Henry James. Les œuvres de E. M. Forster et de Virginia Woolf sont également citées à titre de comparaison avec les romans de Rosamond Lehmann.
Le Cygne au crépuscule: Fragments de vie intérieure (The Swan in the Evening, 1967) est une autobiographie que Rosamond Lehmann décrit comme son « dernier testament ». Elle y dépeint de façon intime les émotions qu'elle a senties à la naissance de sa fille Sally, et aussi quand celle-ci est décédée brusquement de la poliomyélite à l'âge de 23 ans (ou 24 ans) en 1958 pendant qu'elle était à Djakarta. Elle ne se remit jamais de cette mort et assure avoir eu des expériences psychiques, rapportées dans Moments of Truth.
Rosamond Lehmann a également traduit en anglais Les Enfants terribles de Jean Cocteau.
En 1982 elle est nommée commandeur de l'Ordre de l'Empire britannique.
Elle meurt à Clareville Grove (Londres) le 12 mars 1990, à l'âge de 89 ans.

## Œuvre

### Romans
- Dusty Answer (1927) Publié en français sous le titre Poussière, Paris, Plon, 1929 ; réédition, Paris, Le Livre de poche no 149-150, 1956 ; réédition, Lausanne, éditions Rencontre, 1969 ; réédition Le Livre de Poche Plon 1972, réédition, Paris, Presses Pocket no 1702, 1979 ; réédition, Paris, 10/18 no 1631, 1984 ; réédition, Paris, Julliard, coll. « Parages » no 13, 1992 ; réédition, Paris, Phébus, coll. « Libretto » no 295, 2009
- Note in Music (1930) Publié en français sous le titre Une note de musique, Paris, Plon, 1931 ; réédition, Paris, 10/18 no 1577, 1983 ; réédition, Paris, Phébus, 2004
- Invitation to the Waltz (1932) Publié en français sous le titre L'Invitation à la valse, Paris, Plon, 1933 ; réédition, Paris Plon, coll. « Pourpre », 1953 ; réédition, Paris, Le Livre de poche no 8, 1953 ; réédition, Paris, 10/18 no 1468, 1982
- The Weather in the Streets (1936) Publié en français sous le titre Intempéries, Paris, Plon, 1936 ; réédition, Paris, Le Livre de poche no 199-200, 1956 ; réédition, Paris, 10/18 no 1504, 1982
- The Ballad and the Source (1944) Publié en français sous le titre La Ballade et la Source, Paris, Plon, 1945 ; réédition, Paris, Le Livre de poche no 101-102, 1955 ; réédition, Lausanne, éditions Rencontre, 1970
- The Echoing Grove (1953) Publié en français sous le titre Le Jour enseveli, Paris, Plon, 1953 ; réédition, Paris, Le Livre de poche no 281-282, 1958 ; réédition, Paris, 10/18 no 1517, 1982 ; réédition, Paris, Phébus, coll. « Libretto » no 320, 2010
- A Sea-Grape Tree (1976) Publié en français sous le titre L'Arbre de mer, Plon, 1978

### Recueils de nouvelles
- The Gipsy's Baby & Other Stories (1946) Publié en français sous le titre L'Enfant de la bohémienne, Plon, 1948

### Théâtre
- No More Music (1939), pièce en trois actes Publié en français sous le titre Adieu chansons !, Paris, Plon, 1940

### Correspondance
My Dear Alexias: Letters from Wellesley Tudor Pole to Rosamond Lehmann (1979) 

### Autres publications
- Orion (1945), éditrice de cet ouvrage
- The Swan in the Evening : Fragments of an Inner Life (1967) Publié en français sous le titre Le Cygne au crépuscule: Fragments de vie intérieure, Plon, 1968
- Moments of Truth (1986)
- Olivia / par Olivia ; traduit de l'anglais par Roger Martin du Gard et l'auteur ; préface Rosamond Lehmann. Paris : Delamain et Boutelleau, 1949, 190 p. Rééd. Livre de poche n° 866, 1962, 187 p. ; Stock, 1980, coll. "Bibliothèque cosmopolite" n° 11  (ISBN 2-234-01219-8) ; Stock, coll. "Bibliothèque cosmopolite", 02/1999, 196 p.  (ISBN 2-234-05130-4)

## Adaptations

### Au cinéma
- 2002 : The Heart of Me, film britannique réalisé par Thaddeus O'Sullivan, d'après le roman Le Jour enseveli (The Echoing Grove), avec Helena Bonham Carter, Olivia Williams et Paul Bettany

### À la télévision
- 1983 : The Weather in the Streets, téléfilm britannique réalisé par Gavin Millar, d'après le roman éponyme, avec Joanna Lumley, Michael York et Lisa Eichhorn

## Biographies
- (fr) L'Œuvre de Rosamond Lehmann : sa contribution au roman féminin (1927-1952) / Marie-Jose Codaccioni. Paris : Didier-Érudition, coll. "Études anglo-américaines", 1983, 960 p.  (ISBN 2-86460-027-7)
- (fr) Rosamond Lehmann : porte-parole d'une génération sans visage / Françoise Bort. Dijon : Ed. universitaires de Dijon, 02/2013, 125 p.  (ISBN 978-2-36441-045-9) Inspirée par le mouvement moderniste, héritière de Virginia Woolf, James Joyce et G. Eliot, Rosamond Lehamnn a été classée parmi les auteures féministes et jugée moins digne d'intérêt que ses prédécesseurs. À partir d'archives et en la replaçant dans son contexte de création, cette étude met en avant les enjeux poétiques et métaphysiques repérables dans l'œuvre de la romancière britannique.
- (fr) Rosamond Lehmann et le métier d'écrivain /sous la direction de Françoise Bort, Marie-Françoise Cachin. Marne-la-Vallée : Presses universitaires de Marne-la-Vallée, 08/2003, 240 p.  (ISBN 2-914550-04-9) Réunit les contributions d'un colloque tenu en 2003 et consacré à la romancière britannique Rosamond Lehmann. Elles sont regroupées en quatre thèmes : la biographie, le rapport de l'auteur au monde de l'édition, les analyses de l'univers romanesque et l'enjeu de l'écriture.
- (en) Rosamond Lehmann : A Life, Selina Hastings (2002)
- (en) Rosamond Lehmann, Diana E. Lestourheon (1965)
- (en) Rosamond Lehmann, Judy Simmons (1992)
- (en) Rosamond Lehmann, Gillian Tindall (1985)
- (en) Subjective Vision and Human Relationships in the Novels of Rosamond Lehmann, Wiktoria Dorosz (1975)
- (en) Rosamond Lehmann and Her Critics: the Vagaries of Literary Reception, Wendy Pollard (2004)
- (en) Rosamond Lehmann: a Thirties Writer, Ruth Siegel (1990)

## Source
- (en) Cet article est partiellement ou en totalité issu de l’article de Wikipédia en anglais intitulé « Rosamond Lehmann » (voir la liste des auteurs).